# Зяоти
Зяоти (вьет. Giao Chỉ, тьы-ном 交趾, 交阯), кит. трад. 交趾, пиньинь jiāozhǐ, палл. Цзяочжи) — название некой части или всего северного Вьетнама, периодически использовалось со времён династии Хонг-банг и до окончания четвёртого китайского завоевания государства вьетов (1407—1427).

## Ванланг
Название «Зяоти» носила одна из «бо» (bộ), административных единиц, примерно соответствующих району, государства Ванланг. Её территория включала современный Ханой и земли на правом берегу Красной реки.

## Намвьет
После аннексии Аулака в (179-й год до н. э.) китайско-вьетским государством Намвьет его территория была разделена на две части, одну из которых назвали «Кыутян» (九真, Цзючжэнь), а другую — «Зяоти» (Цзяочжи).

## Китайское владычество
В 111 году до н. э. династия Хань уничтожила Намвьет и захватила его земли. Деление территории бывшего Аулака на Куытян и Зяоти сохранилось. Главой района был китайский губернатор (кит. трад. 太守, пиньинь tàishǒu, палл. тайшоу). Район Зяоти (Giao Chỉ quận) был частью бо Зяоти (Giao Chỉ bộ), которым управлял кит. трад. 刺史, пиньинь cìshǐ, палл. цыши. Столицей Зяоти сперва был Мелинь, а затем её перенесли в Льенлау (Liên Lâu) (регион в современном уезде Тхуантхань (Thuận Thành), провинция Бакнинь).
Согласно Ханьшу, Зяоти делился на 10 уездов: Льенлау (Liên Lâu), Андинь (An Định), Каулау (Câu Lậu), Мелинь (Mê Linh), Кхукзыонг (Khúc Dương), Бакдай (Bắc Đái), Кеты (Kê Từ), Тэйву (Tây Vu), Лонгбьен (Long Biên) и Тюдьен (Chu Diên). Историк Дао Зуй Ань утвердждал, что Зяоти включал все территории Тонкина, кроме верховья рек Да и Ма, а также юго-западную часть современной Гуанси. Юго-западная часть современной провинции Ниньбинь была пограничной территорией между Зяоти (Цзяочжи) и Кыутяном.

### Торговля с Западом
Командорства Цзяочжи и Жинань стали входной точкой в Китайскую империю для торговцев из разнообразных стран, включая Римскую империю. В Хоу Ханьшу говорится о том, что в 166 году н. э. римский император Аньдунь (Марк Аврелий) отправил послов за Жинань. В 89—105 годах н. э. римляне посылали несколько послов с дарами. Когда западные регионы взбунтовались, дипломатические отношения с Римской империей были приостановлены. С 160-х годов римляне регулярно прибывали в Жинань с дарами.
В Книге Лян утверждается, что римские торговцы часто посещали дельту Меконга (Фунань), Жинань и Цзяочжи.

### Каттигара
Зяоти являлтся вероятным кандидатом на место расположения порта, описанного Птолемеем. Эту теорию предложил Фердинанд фон Рихтхофен в 1877 году. Точка зрения Рихтхофена была широко распространена до тех пор, пока благодаря раскопкам не выяснилось, что Каттигара находилась в дельте Меконга, в Окэо (Óc Eo).

## Первый местный цыши
В правление императора Лин-ди (168—189) в Зяоти появился первый цыши из местных по имени Ли Тьен (Lý Tiến). Он часто писал прошения императору, пытаясь добиться того, чтобы цыши позволили становиться местным. Кандидаты были должны сдать императорские экзамены, но даже получивших отличные оценки назначали только на низшие должности. Другой житель Зяоти, Ли Кам (Lý Cầm), также отправил множество прошений императору, и, в итоге, жителям Зяоти позволили занимать высокие посты даже в других регионах.

### Бронзовая колонна Ма Юаня
- Основная статья: Бронзовая колонна Ма Юаня[вьет.]

Бронзовая колонна Ма Юаня была возведена после того, как Ма Юань подавил восстание сестёр Чынг (40-43). Для того, чтобы добыть материал, Ма Юань приказал переплавить объекты традиционного промысла, бронзовые барабаны. На колонне выгравировали надпись: «Если колонна упадёт, Цзяочжи исчезнет» (вьет. Đồng trụ chiết, Giao Chỉ diệt) кит. трад. 銅柱折 交趾滅, упр. 铜柱折 交趾灭, пиньинь tóngzhù zhé jiāozhǐ miè, палл. тунчжу чжэ цзяочжи ме.

## Зяоти в правление династии Цзинь
Зяоти подвергалась нападениям Тямпы с 270 по 280 годы. В 280 году губернатор Зяоти написал императору Цзинь письмо с жалобой на нападения.

## Зяоти под владычеством Суй и Тан
Династия Суй разделила Зяоти на 9 районов: Тонгбинь (Tống Bình), Лонгбьен (Long Biên), Тюдьен (Chu Diên), Лонгбинь (Long Bình), Биньдао (Bình Đạo), Зяоти (Giao Chỉ), Зянинь (Gia Ninh), Тансыонг (Tân Xương) и Аннянь (An Nhân).
После того, как Суй была поглощена династией Тан, статус района Зяоти был изменён на фу (phủ), а название — на «Зяотяу» (Giao Châu).
Округ Зяоти был создан в 622 году из разделившегося тяу Тонгтяу (Tống Châu). Затем, в 627 году Тан переименовали Зяоти в Намты (Nam Từ), а пригородные округа Зяоти, Хоайдык (Hoài Đức) и Хоангзяо (Hoằng Giáo) присоединили к Тонгбиню.
В 679 Зяотяу переименовали в «Наместничество умиротворённого юга» (An Nam đô hộ phủ, ан нам до хо фу). Его разделили на 12 тяу (châu), и один из тяу назывался Зяотяу. В него входило 12 пригородных округов: Тонгбинь (Tống Bình), Лонгбьен (Long Biên), Тюдьен (Chu Diên), Зяоти (Giao Chỉ), Биньдао (Bình Đạo), Вубинь (Vũ Bình), Намдинь (Nam Định), Тхайдинь (Thái Bình).

## Зяоти под владычеством династии Мин
В 1407 году династия Мин захватила Дайвьет, носивший в то время название «Дайнгу», и уничтожила династию Хо. Мин восстановили округ Зяоти, его территорией были все вьетнамские земли, которыми обладали Хо. Зяоти разделили на 15 фу (phủ) и 5 независимых тяу (châu):
- Зяотяу (Giao Châu), Бакзянг (Bắc Giang), Лангзянг (Lạng Giang), Тамзянг (Tam Giang), Кьенбинь (Kiến Bình) (ранее Кьенхынг (Kiến Hưng)), Танйен (Tân Yên) (ранее  (Tân Hưng)), Кьенсыонг (Kiến Xương), Фунгхоа (Phụng Hóa) (ранее  (Thiên Trường)), Тханьхоа (Thanh Hóa), Чанман (Trấn Man) (ранее Лонгхынг (Long Hưng)), Лангшон (Lạng Sơn), Танбинь (Tân Bình), Дьентяу (Diễn Châu), Нгеан (Nghệ An), Тхуанхоа (Thuận Hóa).

- Тхайнгуен (Thái Nguyên), Туенхоа (Tuyên Hóa) (ранее Туенкуанг (Tuyên Quang)), Зяхынг (Gia Hưng), Куйхоа (Quy Hóa), Куангоай (Quảng Oai).

После того, как Ле Лой выгнал китайцев из Дайвьета, он изменил административное деление страны, разделив её на 5 дао (đạo). С тех пор словом «Зяоти» или «Зяотяу» административные единицы не называли.

## Значение названия
«Зяо» означает «смешивать, пересекать, соединять», а значение «ти» до конца не выяснено.
«Чжи» (ти) в книгах Сыма Цяня Ши цзи и Ханьшу записывается иероглифом 阯. Однако, в Хоу Ханьшу, Цыюань и Цыхай использован иероглиф 趾.
В книге Цыхай и историк Нгуен Ван То утверждают, что оба варианта верны. В Цыхай написано, что у иероглифа 趾 имеется четыре значения:
1. нога;
2. «палец ноги»
3. «оригинал», «след ноги», «след»;
4. фонетическое заимствование: основа, фундамент.

Таким образом, «ти» переводится разными способами. Учёный Ду Ю писал в книгеТундянь: «Цзяочжи — южный народ; большой палец указывает наружу, и, если человек стоит ровно, его большие пальцы смотрят друг на друга, потому этих людей зовут цзяочжи (большие пальцы)». Точка зрения Ду Ю стала популярна среди китайских и вьетнамских учёных.
В томе «Tý» книги Цыюань предлагается другая интерпретация, предполагающая, что цзяочжи означает «противоположный народ».
Вьетнамские учёные Нгуен Ван Шьеу, Данг Суан Банг, Чан Чонг Ким, Дао Зуй Ань и другие соглашаются с данной интерпретацией.
В 1868 году доктор Торел (Dr. Thorel) указал, что характеристической особенностью населения Аннама являются указывающие друг на друга большие пальцы ног. Несколько французских учёных также описывали такое наблюдение.
Несмотря на это, смотрящие друг на друга большие пальцы ног встречаются также у малайзийцев, тайцев, китайцев, арабов, меланезийцев и негров, хотя данная особенность не присуща европеоидам.
Слово «Зяоти», произнесённое как «кухи» по-малайски превратилось в португальское название Вьетнама, Кохинхина.